# アキバエクスプレス
アキバエクスプレス (Akiba Express) は、栃木県宇都宮市にかつて存在したバス愛好家の団体（同人サークル）。団体名は、おたく文化の街として知られる秋葉原の通称「アキバ」にちなむ。
2013年以降、代表者の逮捕により解散状態となっている。
秋葉原駅を発着するつくばエクスプレスと名称が類似しているが、両者は一切無関係。

## 概要
- 本拠地：栃木県宇都宮市（「アキバエクスプレス秘密基地」と自称していた）
- 代表者：木無血（きむち）　本名：木村輝章[1][2]
- 主な活動
  - ラッピングバス（バスの車体外装を用いた広告）の企画運営
  - コミックマーケット実施時に運行するシャトルバスの企画運営
  - バス旧車の動態保存

## 活動内容

### コミケ自主バス運行
コミックマーケット（以下、「コミケ」または「C」）では、午前4時半前の東京国際展示場（以下、「東京ビッグサイト」または「ビッグサイト」）への到着が禁じられているため、現地で徹夜しなくても早朝に到着したいというコミケ客の声に応えて運行を開始。4時半前後に到着する様にダイヤが編成されていた。運行された便は以下の通り。
- ありあけ：栃木県方面から埼玉県内を経由してビッグサイトまで運行する夜行バス。コミケが行われるビッグサイトの所在地（江東区有明）にちなむ。
- けよりな：東京都内からビッグサイトまで運行する早朝特急バス。アダルトゲーム『夜明け前より瑠璃色な』（オーガスト社製作）をもじった「夜明け前より有明な」が由来。
- アクティー（仮称）：C75でのみ実現した神奈川便（2009年時まで1回のみ運行）。JR東海道線快速「アクティー」が由来と思われる。

昼行便のシャトルバスもあり、ビッグサイトロータリー〜有明北待機場を活動の場とし、ビッグサイトから秋葉原までの直行便をバス会社に依頼して運行していた。しかし、C74（2008年夏）以降は北待機場が閉鎖され、かつ燃料事情によりチャーター料が高騰したため、運行が困難になり中断した。
北待機場の閉鎖については、東京ビッグサイトの東雲方面にある東雲駐車場の利用が代替として考えられる。しかし、国際展示場駅利用の参加者を誘導する動線が引けず、以前のような乗客数を確保できないため、解消策にならない。
それに加えて、運行を中断して以降の旅行業法の解釈が変わり、旅行業協会から「路線バス運行行為に当たる」旨の通達があったため、更に運行再開が困難になってしまった。
この運行中断に先立って、C73（2007年冬）の最終日には、日の丸自動車興業から2階建てオープンバス（ネオプラン・スカイライナーの改造車）を含む9台のバスを貸し切り、（事実上の）最終運行を行った。
なお2009年現在、スカイライナーは路線バスに登録されており、貸切運用に就けない。ただし、類似の幌付きオープンバス「SKYBUS」は貸切運用に就いており、各地に貸し出されている。
コミケへの夜行直行バスはその後、東京都清瀬市の貸切バス事業者・バスウェイへの委託による募集型企画旅行（ツアーバス）となっている。その後もアキバエクスプレスはタイアップという形で協力していたが、C85（2013年冬）の運行は栃木県・埼玉県発の夜行便がアキバエクスプレス側の都合により中止となった（東京都内発の便については通常通り運行された）。

### 併走バトル

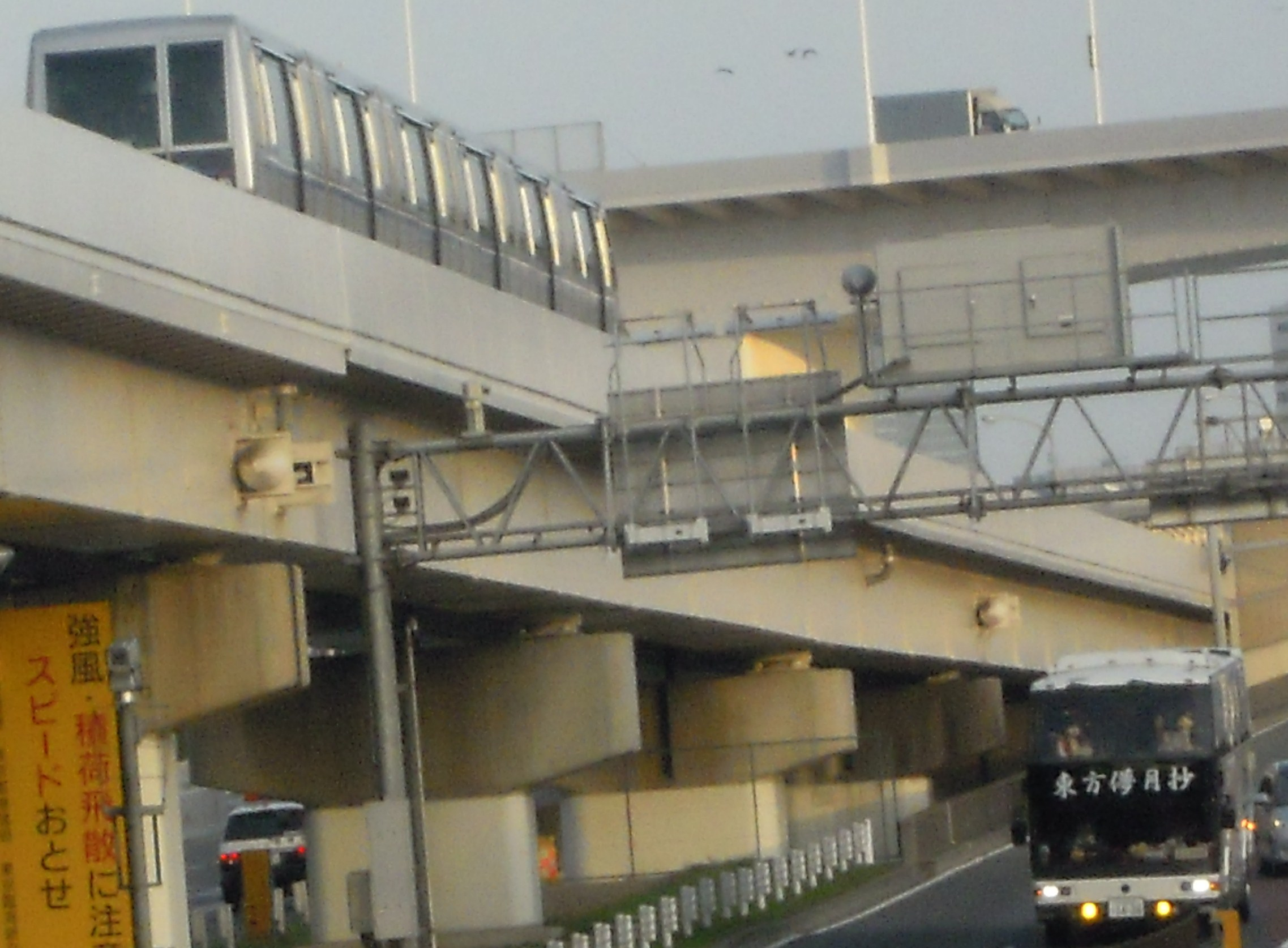
博麗神社例大祭7
併走バトル

アキバエクスプレスが保有する後述のバス「プレステージ」に、東方Projectのラッピングを施して痛バス化し、コミケ当日のゆりかもめ臨時早朝便、もしくは博麗神社例大祭当日の午前6時台の列車（通常ダイヤ）を、芝浦ふ頭駅付近の栗林運輸車庫前で待ち受け、レインボーブリッジ（芝浦ふ頭駅～お台場海浜公園駅）で伴走させたことがある。
この「併走バトル」の模様は、動画サイトのニコニコ動画やYouTubeで公開されていた。

### 連節バスプロジェクト
後述する、2008年に購入したボルボ製連節バスを使用して、宇都宮市内の道路環境で走れるか検証しようと企画した。
当時の宇都宮市では、連節バスをLRT（次世代型路面電車、2023年に「宇都宮芳賀ライトレール線」として実現）と並ぶ東西を結ぶ基幹公共交通の1つとして検討しており、保有する連節バスを使用して各種データを収集・提供すべく、駆動系の修理が完了したバスのシェイクダウンも兼ね、2010年4月18日、宇都宮駅周辺で試運転が実施された。
当日は宇都宮駅バスロータリーを中心に走行し、収集したデータは5月末に宇都宮市や市内バス会社に提出された。

## 歴史

### コミケ自主バス運行
- C66（2004年夏）
  - ちとせ観光バスから中型バス1台を手配し、minori制作のアダルトゲーム『はるのあしおと』の絵を貼った。シャトルバスとしてではなく、ゲームの舞台である架空の地名の「芽吹野町営バス」という設定で会場周辺を走行した。
- C67（2004年冬）
  - ちとせ観光バスから大型バス1台と中型バス2台を手配し、minori、sincere、PULLTOPのアダルトゲーム作品の絵を貼り、ビッグサイト～秋葉原間の初のシャトルバス運行を行った。当日は突然の降雪により、ゆりかもめや各交通機関が次々と麻痺状態に陥る中、急遽ちとせ観光バスから大型バス1台を追加手配して、陸の孤島と化した会場周辺からコミケ参加者を輸送した。
- コミケ30周年記念 24耐 (!?) コミケットスペシャル4（2005年春）
  - ちとせ観光バスから大型バス2台を手配し、ビッグサイト～秋葉原間のシャトルバス運行を行った。
- C68（2005年夏）
- C69（2005年冬）
  - 日の丸自動車興業からアメリカンドリーム1台、弘伸交通からエアロキング1台を手配するなどして、シャトルバスに2階建てバスを本格的に投入し始めた。他にもはとバスや東京都交通局（都営バス）からも車両を手配するなど、多種多様な車両を揃えた[要出典]。なおこの時に大阪ZIPANG-JJからダイムラー1台を手配し、薮塚交通からもZIPANGから譲渡されたダイムラーを手配して、ロータリー内でAKIBA（アキバエクスプレス）、ZIPANG（ZIPANG-JJ）、JAPAN（薮塚交通）の揃い踏みを実現した。
- C70（2006年夏）
- C71（2006年冬）
- C72（2007年夏）
- C73（2007年冬）

### 併走バトル
- C74（2008年夏）
- 博麗神社例大祭6（2009年3月）
- C76（2009年夏）
- C77（2009年冬）
- 博麗神社例大祭7（2010年3月）

### 撮影協力
- 『痛車グラフィックス2』撮影協力

### その他
- ライブラッピングバス
- 東方例大祭
- ハッスルマニア浜名湖競艇ラッピングバス

保有車両のプレステージに初の全面フルラッピングを施し、都内や浜名湖周辺を走行した。
- リリカルなのはラッピングバス
- 痛Gふぇすた2009 in お台場（秋葉原街宣・車両展示）
- 萌え博2010 in 幕張メッセ ラッピングバス（秋葉原街宣・車両展示）
- ボルボ連節バスの回送、レストア

「連節バス復活への道・前編
「連節バス復活への道・後編」

## 保有車両
- いすゞ・スーパークルーザー プレステージ

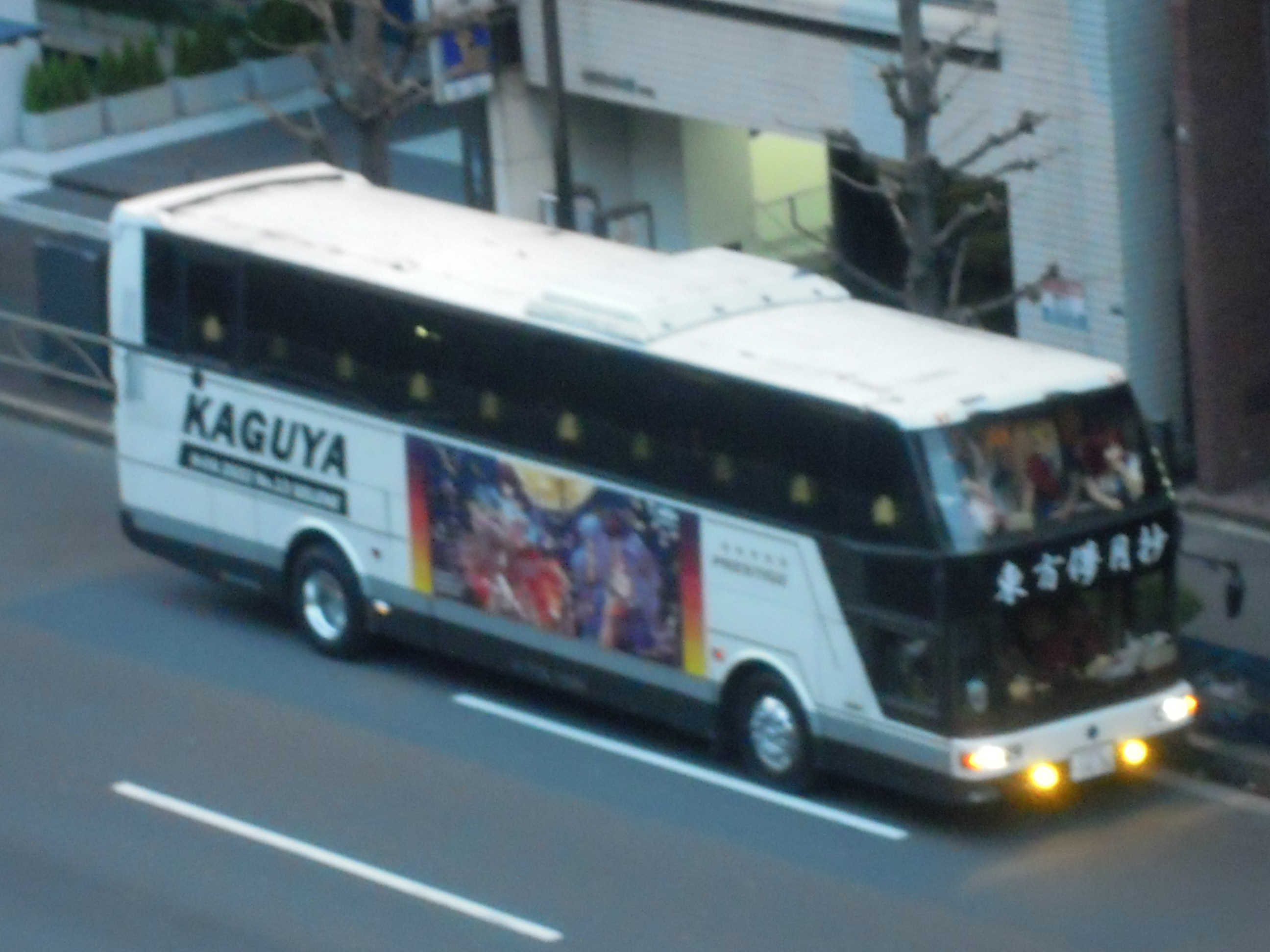
保有していたプレステージ
博麗神社例大祭7仕様

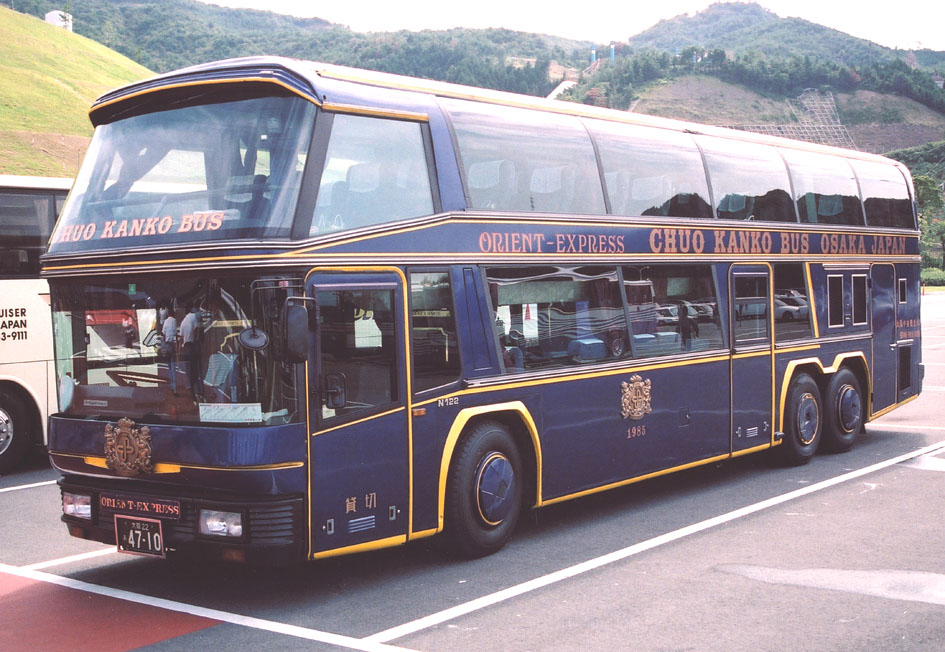
保有していた
オリエントエクスプレス

- 元ジパング（旧中央観光バス）所有車両で廃車予定だった、カタログ車の1636号車(1990年型・富士重工伊勢崎製作所製車体）。
- アキバエクスプレスの本部車両としての役割を持ち、保有車両で唯一ナンバープレートを取得。東方系同人サークルの協力の元、東方Projectのラッピングを施される。
- 車体側面中央下部に「キロ719 1636」という、国鉄気動車の車両形式を模した番号が入っていた（「719」はスーパークルーザーの型式「P-LV719R」に、「1636」はジパング時代のナンバーに由来し、希望ナンバー制度を利用して、ナンバーを1636としていた）。
- シャトルバス運行時には、運行管理センター兼スタッフ移動用として運用された。
- 2009年秋頃、放送宣伝車に構造変更。車体側面窓に左右各10台の液晶モニターと、2階席フロントウインドウにプロジェクタを設置。
- この他、「痛Gふぇすた」などの痛車イベントなどで、秋葉原での街宣や展示も行う他、後述の連節バス回送時には、メンバー移動兼緊急時牽引車として使用された。
- 2012年の時点で車検が切れていたらしく、公道を走行することができない状態となっていた。

- ボルボ/富士重工・B10M 連節バス

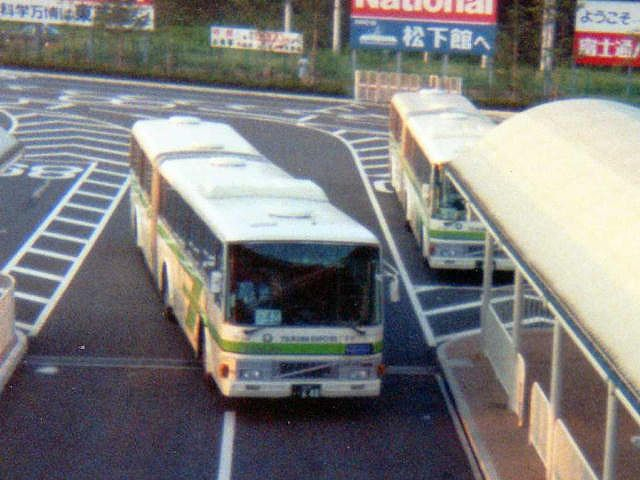
保有車両と同型の連節バス
（つくば科学万博時代）

- つくば科学万博で科学万博スーパーシャトルバスとして製造。
- 万博閉幕後、1986年頃に東京空港交通に移籍。TCAT - 成田空港間の運行・成田空港ランプバスとして使用され、1993年頃に廃車された。
- 埼玉県の販売店でおよそ15年にわたり留置された後、2004年頃にブレーキ故障で自走不能になり、2008年に解体される予定だったが、解体寸前の同年6月に販売店を訪れた木無血代表が購入。
- 灯火類や駆動系の応急整備と陸運局への手続きの上、同年9月末、自走して栃木県まで回送された。
- その後は同じシャーシを採用するボルボ・アステローペを個人所有していた四国在住のバスファンから部品譲渡を受け、動態保存へ向けて整備を行う。
- 駆動系の修理が完了した2010年4月18日未明、宇都宮市内での試験走行を行った。
- 車体のロゴや社名が消された以外は、東京空港交通時代の塗装や内装がほぼそのまま維持されていた。将来的にはつくば科学万博時代の塗装に戻した上で、ひたち野うしく駅（旧万博中央駅）周辺を走行させる計画であった。
- 2011年には倉庫代用になっていた別の元・東京空港交通の個体をドナー車として購入。翌年3月自走して栃木県まで回送された。
- 2015年頃に、別の人物に所有者が変わった模様で、中部地方の中古車屋の角に留置されていた。
- 2020年現在、不明である。

- ネオプラン・スカイライナー オリエントエクスプレス

- ジパング（旧中央観光バス）で廃車され、東北地方で使用された後に埼玉県に留置されていた、シリーズ初期カタログ車の4710号車。
- すでに解体されたという。

## 解散
2013年11月6日、代表者の木無血が栃木県青少年健全育成条例違反容疑で逮捕された。この事態を受けて、アキバエクスプレスは事実上の解散状態となっている。
また、「アキバエクスプレス」の語と団体のロゴマークは、2006年に木無血の本名である木村輝章名義で商標登録されていたが、更新・延長の手続きを取らなかったため、2016年に権利抹消（存続期間満了）となっている。